# マクベイン (映画)
『マクベイン』（McBain）は、1991年にアメリカ合衆国で制作されたアクション映画。

## ストーリー
ベトナム戦争の停戦直後、ベトコンの捕虜となってしまった兵士マクベインは、処刑寸前のところをサントスという友軍の男に救われる。この借りは必ず返し・返されると約束した2人は、その後別々の人生を歩むのだった。
それから18年後。祖国コロンビアで麻薬輸出を推し進める現政権を倒すべく、革命に身を投じていたサントスだったが、アメリカ政府に裏切られたことで非業の死を遂げるのだった。彼の妹クリスチーナは、ニューヨークに住むマクベインのもとを訪れ、彼に兄の遺志を継ぎ、コロンビアの人々を救うべく仇討ちをしてほしいと願う。これを引き受けたマクベインは、過去の戦友たちの協力を得て、大統領の命を奪うためコロンビアへと渡るのだった。

## キャスト
| 役名                   | 俳優                         | 日本語吹替 | 日本語吹替 | 日本語吹替   |
| 役名                   | 俳優                         | DVD版      | VHS版      | 日本テレビ版 |
| ---------------------- | ---------------------------- | ---------- | ---------- | ------------ |
| ロバート・マクベイン   | クリストファー・ウォーケン   | 西垣俊作   | 池田秀一   | 千田光男     |
| クリスチーナ・サントス | マリア・コンチータ・アロンゾ | かとう有香 | 幸田直子   | 塩田朋子     |
| フランク・ブルース     | マイケル・アイアンサイド     | 福里達典   | 池田勝     | 麦人         |
| イーストランド         | スティーヴ・ジェームズ       | 佐々木祐介 | 沢木郁也   | 中田和宏     |
| ダルトン               | ジェイ・パターソン           | 菊池康弘   | 玄田哲章   | 秋元羊介     |
| ギル                   | T・G・ウェイツ               | 小倉直寛   | 小室正幸   | 檀臣幸       |
| ダリー                 | ラッセル・デニス・ベイカー   | 相樂真太郎 |            | 伊藤和晃     |
| ロベルト・サントス     | チック・ヴェネラ             | 高橋珍年   | 西村知道   | 田中正彦     |
| コロンビア大統領       | ヴィクター・アルゴ           |            | 渡部猛     | 宝亀克寿     |
| パポ                   | ルイス・ガスマン             |            | 亀井三郎   | 天田益男     |

- DVD版：オルスタックソフトから発売のHDリマスター版DVDに収録
- VHS版：日本ヘラルドから発売のVHSに収録
- 日本テレビ版：初回放送1994年11月23日 （関東ローカル枠）『土曜映画劇場』[2]